# Royston (Hertfordshire)
Royston ist eine Stadt und eine Verwaltungseinheit im District North Hertfordshire in der Grafschaft Hertfordshire, England. Royston ist 28,1 km von Hertford entfernt. Im Jahr 2011 hatte es eine Bevölkerung von 15.781.
Die Stadt liegt an der römischen Ermine Street. Es fanden sich römische Überreste; ferner gibt es mehrere Hügelgräber und Erdwälle auf den benachbarten Hügeln. Ein Kloster der Augustiner-Chorherren wurde gegen Ende des 12. Jahrhunderts gegründet, doch blieb von dem Gebäude nichts erhalten. 1742 wurde eine unter einer Straße der Stadt aus dem Kalk gehauene Eremiten-Höhle entdeckt, deren Wände rohe Darstellungen von Kreuzigungen und anderen sakralen Themen zeigen.
Royston hat eine gotische Kirche aus dem 13. Jahrhundert, die 1872 restauriert wurde, sowie die Reste eines 1607 von Jakob I. errichteten Jagdschlosses.

## Städtepartnerschaften
Royston unterhält folgende Städtepartnerschaften:
- Großalmerode, Hessen, Deutschland (seit 1974)
- La Loupe, Département Eure-et-Loir, Frankreich (seit 1986)
- Villanueva de la Cañada, Comunidad de Madrid, Spanien (seit 2011)

## Persönlichkeiten

### Söhne und Töchter der Stadt
- Thomas Cartwright (1535–1603), Puritaner
- Alison Balsom (* 1978), Trompeterin
- Danny Bryant (* 1980), Bluesrock-Gitarrist und Singer-Songwriter

### Mit der Stadt verbundene Persönlichkeiten
- Joyce Hatto (1928–2006), Pianistin